# Fernando I de Aragón
Fernando I de Aragón (Medina del Campo, 27 de noviembre de 1380-Igualada, 2 de abril de 1416), apodado «el Justo» y «el Honesto», también llamado Fernando de Trastámara y Fernando de Antequera, fue rey de Aragón desde 1412 hasta su muerte en 1416. También fue infante y regente de Castilla durante la minoría de edad de su sobrino Juan II de Castilla desde 1406 hasta su muerte.
Fue el primer monarca aragonés de la Casa de Trastámara, si bien era de origen aragonés por la rama materna, pues su madre Leonor de Aragón era hermana de Martín I de Aragón, llamado el Humano. Fue el último rey aragonés en ser coronado y, como en Castilla ya no se coronaban reyes desde Juan I, fue también el último rey coronado de lo que hoy es España.

## Orígenes familiares
Fernando era hijo segundo de Juan I de Castilla y de Leonor de Aragón, hermana del rey aragonés Martín el Humano, y nieto, por tanto, del rey Pedro IV el Ceremonioso por vía materna, y del rey Enrique II de Castilla, por la rama paterna.
Cuando solo contaba con diez años de edad, su padre el rey Juan I poco antes de morir le invistió en las Cortes celebradas en Guadalajara en 1390, y en presencia de su hermano mayor Enrique, con el señorío de Lara, el ducado de Peñafiel y el condado de Mayorga así como le cedió las villas de Cuéllar, San Esteban de Gormaz y Castrojeriz y le asignó una renta de medio millón de maravedís a costa del tesoro real. Durante la ceremonia el rey le puso sobre la cabeza una «guirnalda de aljófar», símbolo de la preeminencia ducal. Este «heredamiento» fue ampliado tras la muerte del rey, pues este en su testamento le cedió las villas de Medina del Campo y Olmedo. Su matrimonio posterior con su tía Leonor de Alburquerque, cinco años mayor que él, amplió considerablemente su patrimonio territorial, pues no sin razón Leonor era llamada la «Rica Hembra». Poseía las tierras de Haro, Briones, Cerezo y Belorado, en La Rioja; Ledesma y las llamadas Cinco Villas en la región del bajo Tormes; Alburquerque, Medellín, La Codosera, Alconétar, Azagala y Alconchel, en Extremadura. También poseía por concesión del rey los territorios de Villalón y Urueña. Así las posesiones de la pareja formaban una franja que desde la frontera de Aragón a la frontera de Portugal dividía en dos el reino de Castilla, sin olvidar que en ella se incluían algunas plazas fuertes más importantes: Medina del Campo, Olmedo, Peñafiel y Alburquerque. Así pues, convertido en el más poderoso señor de Castilla «no es difícil imaginarnos el esplendor de la corte principesca en Medina del Campo», como ha destacado el historiador Jaume Vicens Vives.

## Regente de Castilla
A pesar de que, dada su condición de hijo «segundón», el trono de Castilla fue ocupado por su hermano el futuro Enrique III en 1390, la escasa salud de este (padeció enfermedades como el tifus y la viruela, lo que le valió ser apodado el Doliente) y el hecho de que no lograra concebir un varón que heredara el trono, permitió que Fernando albergara esperanzas de llegar a obtener el trono castellano, como demuestra el hecho de que se casara en 1393 con su tía Leonor de Alburquerque, con lo que reforzaba sus derechos dinásticos en el caso de que su hermano falleciera. Sin embargo, el nacimiento de un heredero varón, el futuro Juan II, en 1405, un año antes de la muerte de Enrique III, acabó con las esperanzas de Fernando a ocupar el trono de Castilla.
Al morir Enrique III el Doliente, en 1406, estableció en su testamento que durante la minoría de edad de su hijo Juan II, que entonces contaba con dos años de edad, asumirían la regencia del reino su viuda y madre de este, Catalina de Lancáster, y su hermano Fernando, «ambos a dos ayuntadamente». Sin embargo, la educación y la custodia del rey niño correría a cargo del camarero mayor Juan de Velasco, del justicia mayor Diego López de Estúñiga o Zúñiga y de Pablo de Santa María, obispo de Cartagena.
Las desavenencias entre ambos corregentes, instigadas por parte de la nobleza, no tardaron en aparecer, por lo que llegan al acuerdo de dividir el territorio en dos mitades, correspondiendo a Fernando la zona meridional del Reino, que se extiende por los territorios situados al sur de la Sierra de Guadarrama hasta el reino nazarí de Granada, lo que le permitirá reanudar la guerra contra dicho reino que la muerte de Enrique III había paralizado.
Con la reanudación de las acciones militares contra el reino nazarí de Granada, Fernando logra tomar Pruna y Zahara de la Sierra, pero fracasa en la conquista de Setenil, tras lo cual es obligado por el Consejo de Regencia a firmar la tregua que por dos años había ofrecido el rey nazarí Yusuf III.
Tras el periodo de tregua, Fernando retoma la campaña granadina y conquista, el 16 de septiembre de 1410, la importante plaza de Antequera que le dará su sobrenombre más conocido.
Durante su regencia Fernando aprovechó el cargo para engrandecer su casa y asegurar la posición de sus numerosos hijos, tal como reveló en una carta dirigida a su privado Sancho de Rojas, obispo de Palencia: «E gracias a Dios, pues tengo cinco fijos e dos fijas, e cada día espero aver más, según la hedad de la infanta, mi mujer, e mía, razón es que comience a buscar de qué hereden». Así, valiéndose de todo tipo de presiones, favores y sobornos, consiguió que dos de sus hijos fueran nombrados maestres de las dos órdenes militares más importantes de Castilla y que «constituían una potencia territorial, económica y militar en el seno del Estado», según Jaume Vicens Vives: la orden de Alcántara, para su hijo Sancho —que fue investido en enero de 1409 cuando sólo contaba con ocho años de edad—; y la orden de Santiago, para su hijo Enrique, también investido en 1409 con nueve años de edad. Asimismo consiguió la necesaria dispensa papal para que se pudiese celebrar el matrimonio de su hijo primogénito Alfonso con la hermana de Juan II y sobrina suya, María, a quien las Cortes de Castilla reunidas en Tordesillas le concedieron el marquesado de Villena, con el título ducal. El matrimonio de Alfonso con la princesa María, según Jaume Vicens Vives, «cerraba con firme broche el absoluto dominio que don Fernando, gracias a su regencia, a sus propias posesiones y a los maestrazgos que detentaban sus hijos, ejercía en el amplio solar del Mediodía castellano». Y por otro lado, «así se formó la facción de los infantes de Castilla», quienes tras el acceso al trono de la Corona de Aragón de Fernando, serán conocidos como los infantes de Aragón.

## Compromiso de Caspe
En 1410, al morir su tío el rey Martín I de Aragón sin descendencia directa y legítima, Fernando presenta su candidatura a la sucesión del trono aragonés y, aunque en un principio se presentan hasta seis candidatos al trono y Fernando no es de los más favorecidos, la caída en desgracia de Luis de Anjou (que no pudo responder a las peticiones de ayuda militar de sus partidarios debido a la lejanía de Nápoles) impulsó su candidatura, que se convirtió en la más potente junto a la de Jaime de Urgel. 
Fernando, que contaba con un gran poder económico (su red de señoríos era enorme), un sólido prestigio militar y el ejército castellano a su disposición, contó con el apoyo de la familia valenciana de los Centelles, de la familia aragonesa de los Urrea y de una parte sustancial de la burguesía barcelonesa. Esto, unido a los errores de Jaime de Urgel, entre ellos la conspiración para asesinar al arzobispo de Zaragoza, García Fernández de Heredia, y al apoyo tanto de Benedicto XIII, así como de su confesor, Vicente Ferrer, a lo que hay que añadir el pago del soborno correspondiente a los nueve representantes de los tres reinos,  inclinarán la balanza hacia la candidatura de Fernando, que será refrendado, el 28 de junio de 1412, en el llamado Compromiso de Caspe al ser proclamado rey de Aragón, Valencia, Mallorca y conde de Barcelona 
Según Jaume Vicens Vives, «los compromisarios [reunidos en Caspe] midieron la gloria militar, las riquezas y la habilidad política de que había dado pruebas el regente don Fernando; pero no tuvieron en cuenta la voraz intranquilidad que germinaba en la familia». Una valoración esta última que también había hecho en su momento el aragonés Jerónimo Zurita, quien asimismo destacó que con Fernando llegaba el «govierno de gente estrangera»:

Y que este reino era muy pobre para cinco hijos infantes que el rey tenía, criados en aquella grandeza y riqueza de estados y en supremo señorío, a donde cada qual dellos tenía un infantado. Y cuando la pobreza de las cosas de acá no satisfaciesen a su ambición, era cierto nascer dello el desprecio general de todo y el odio y aborrecimiento de nuestras leyes y costumbres.

## Rey de Aragón

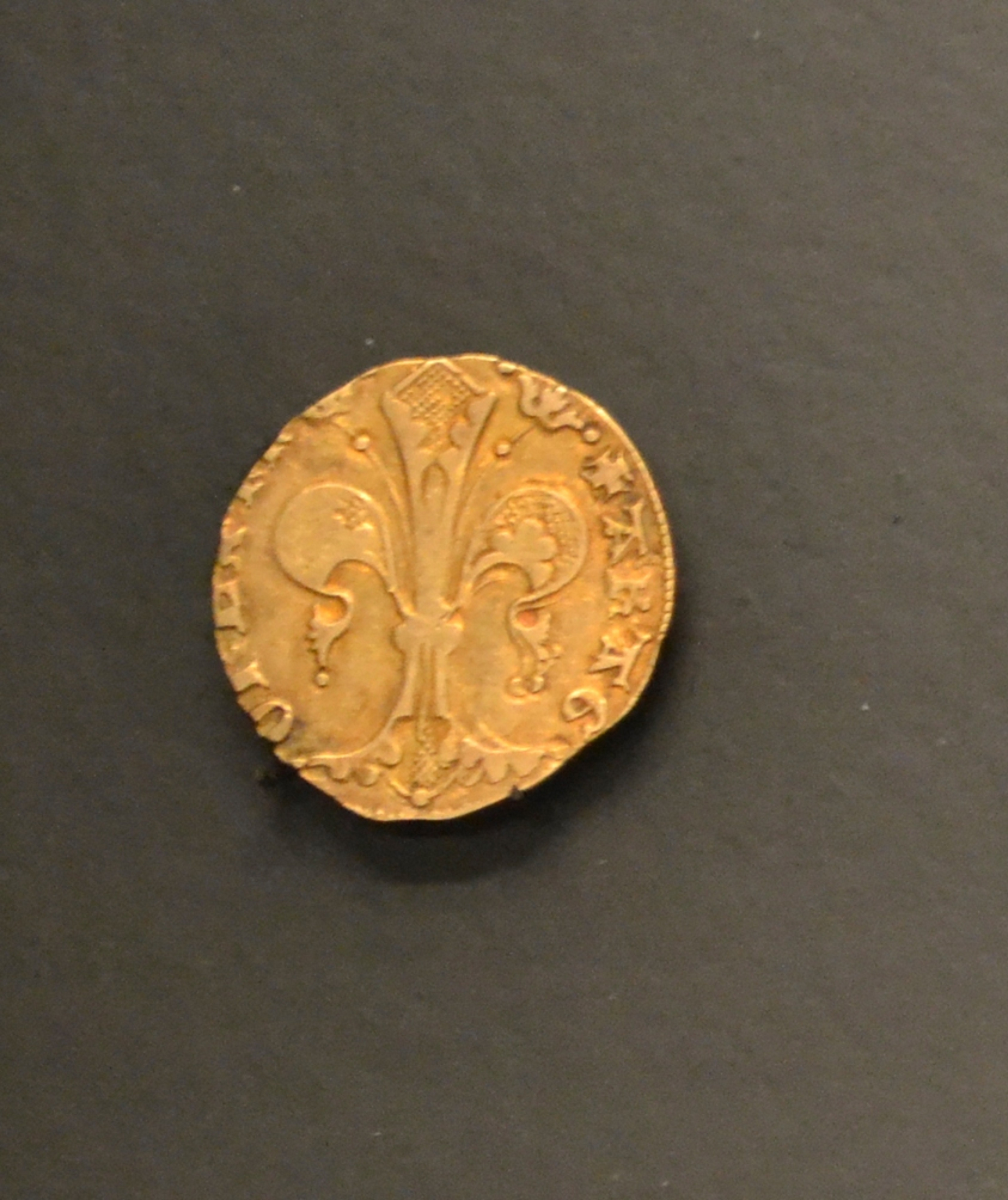
Florín de Fernando I de Aragón. Museo de Prehistoria de Valencia.

Tras realizar el juramento completo como rey el 3 de septiembre ante las Cortes de Aragón reunidas desde el 25 de agosto de 1412 en Zaragoza, donde varios de sus antiguos rivales para ocupar el trono, como Alfonso de Aragón el Viejo, Fadrique de Luna y Juan de Prades, le rendirán pleitesía, se dirigirá a Lérida, donde representantes de su gran rival, Jaime de Urgel, le rinden vasallaje, a cambio del ducado de Montblanch y de la concertación de un matrimonio entre sus hijos Enrique e Isabel.
A continuación, Fernando I se dirige a Tortosa para entrevistarse con su gran valedor Benedicto XIII quien, el 21 de noviembre de 1412, le invistió como rey de Sicilia, Córcega y Cerdeña a cambio del apoyo real en la disputa que Benedicto mantenía con los otros dos papas que simultáneamente gobernaban el orbe cristiano: Gregorio XII y Juan XXIII, en pleno Cisma de Occidente que dividía a la Iglesia Católica.
El 19 de noviembre, Fernando convocaba las Cortes catalanas con objeto de jurar sus usos y costumbres; el 15 de diciembre fueron convocadas, pero no concluirían hasta el 31 de agosto de 1413, debido a la necesidad de sofocar la revuelta de Jaime II de Urgel iniciada en la primavera de este último año; el inicio de las de Valencia se había previsto para el 15 de abril de 1413, pero la sublevación de Jaime II y la coronación en Zaragoza (que se celebró en 1414) impidió su inicio. Con la ayuda de todos los estamentos de la Corona sofoca la revuelta y sitia al conde de Urgel en el castillo de Balaguer, que es tomado el 31 de octubre, tras lo cual el antiguo pretendiente al trono de Aragón fue despojado de todos sus títulos y posesiones, así como los de su familia, y conducido a la cárcel de Urueña en Castilla. En 1413 propondría a las Cortes catalanas realizar la primera compilación de las Constituciones.
Según una interpretación tradicional, en las Cortes que había convocado en Barcelona, Fernando I tuvo que ceder al denominado pactismo catalán, doctrina que limitaba la autoridad real a favor de las Cortes y de la Diputación del General de Cataluña. Este movimiento, encabezado por Joan Fivaller, manifestaba que privilegi atorgat tollent ley paccionada de dret, non val y que privilegi atorgat contra ben publich es nul, por lo que estaban «Decididos a darle antes su vida que la libertad». Sin embargo, todo el presunto «caso Fivaller» o «asunto del vectigal» y la elaboración a partir de este de una teoría del pactismo catalán está considerado actualmente como un relato mítico. En primer lugar porque se trataría en todo caso de una reclamación del municipio de Barcelona y no de la Diputación del General de Cataluña, y las quejas de las localidades ante el rey eran habituales tanto en Barcelona como en otros municipios, y en segundo lugar, porque un análisis exhaustivo de la documentación, efectuada por Ramón Grau, revela que lo relatado ya desde los cronistas del siglo XV (en obras de gran componente literario, como la biografía del rey Fernando de Lorenzo Valla) es completamente inexacto, al no haber ni siquiera documentación acerca de una disputa entre el municipio y el rey. Además Fernando nombró a Fivaller albacea de su testamento, que otorgó el 10 de octubre de 1415 en Perpiñán. Al respecto de este episodio, Verdés Pijuan señala:

Nos hallamos, por tanto, ante todo un mito historiográfico, elaborado con posterioridad a los hechos con una clara intencionalidad política. [...] Como he dicho, fueron los historiadores románticos de la Renaixença los que acabaron de dar carta de naturaleza al relato y, por acción u omisión, la historiografía contemporánea (salvo alguna excepción puntual) ha hecho más bien poco para corregir esta interesada interpretación de los hechos.
Pere Verdés Pijuan, art. cit., 2011, p. 150.

Tras eliminar o neutralizar toda oposición interior, Fernando I se dirigió nuevamente a Zaragoza, donde será coronado en 1414 en una ceremonia que partía del Palacio de la Aljafería y llegaba a la La Seo, tras lo cual dirige su atención a la política exterior.

### Política interior
Fernando I de Aragón reinó poco tiempo; a pesar de ello, en los aproximadamente tres años y nueve meses que duró su gobierno (teniendo en cuenta, además, que la revuelta del conde de Urgel le mantuvo ocupado en sofocarla hasta el 31 de octubre de 1413) reorganizó la Hacienda y saneó la economía y la administración de la Corona. Trabajó en la seguridad ciudadana, intentó impedir las persecuciones contra los judíos y procuró luchar contra la corrupción. También emprendió una reforma de los gobiernos de los municipios buscando una mayor participación de sus representantes. En cuanto a las instituciones políticas, no introdujo cambios estructurales en la organización de la Corona, sino que mantuvo el sistema anterior, procurando que el rey participara como un elemento más integrado en los organismos de gobierno establecidos, lo que contribuyó al fortalecimiento del poder regio. Su gran logro en este ámbito fue restablecer el orden tras el inestable periodo del Interregno.
También apoyó a los mantenedores de la Gaya ciencia, con 40 florines anuales y por la regla de su elecciones

### Política exterior
Normalizó la situación interna de Sicilia con el nombramiento en 1415 de su hijo Juan como virrey de Sicilia, logrando acabar con la guerra civil que desde el fallecimiento de Martín el Joven enfrentaba a la viuda de este, Blanca I de Navarra, con el hijo ilegítimo de aquel, Fadrique de Luna. También orientó a su hijo Juan hacia el Nápoles, proponiendo su matrimonio con la reina Juana, proclamada a la muerte de su hermano Ladislao I de Nápoles el 6 de agosto de 1414, pero el enlace no prosperó y Juan acabó casando con Blanca. Al resto de los llamados por Don Juan Manuel «infantes de Aragón», Enrique, Pedro y Sancho los situó como grandes maestres de las órdenes militares de Santiago, Calatrava y Alcántara; por su parte, las infantas de Aragón María y Leonor acabaron siendo reinas consortes de Castilla y de Portugal respectivamente. Además, como perteneciente al linaje de Trastámara, Fernando I tenía grandes patrimonios en Castilla, donde era también regente, lo que le permitió de facto gobernar en ambas Coronas, ya que no renunció a la regencia castellana tras alcanzar el trono aragonés.
En la cuestión del Cisma de Occidente, se desvinculó muy pronto de Benedicto XIII (el papa Luna o antipapa) e intentó que renunciase al pontificado, para lo cual se reunió con él en Morella (1414) y en Perpiñán (1415). Tras la decisión tomada en el Concilio de Constanza, reunido el 5 de noviembre de 1414, que destituyó a los tres papas, y la entrevista que Fernando I tuvo con el emperador Segismundo, el rey de Aragón decidió contribuir a poner fin al Cisma dejando de apoyar al papa Luna, lo que permitió que la Corona de Aragón volviera a ocupar el centro de las decisiones en el ámbito europeo y recuperara su posición al frente de la política en el Mediterráneo.
Aseguró la continuidad de la monarquía, aspecto que tantos problemas había causado con la muerte sin heredero de Martín I el Humano, nombrando a su primogénito Alfonso heredero real.

## Fallecimiento

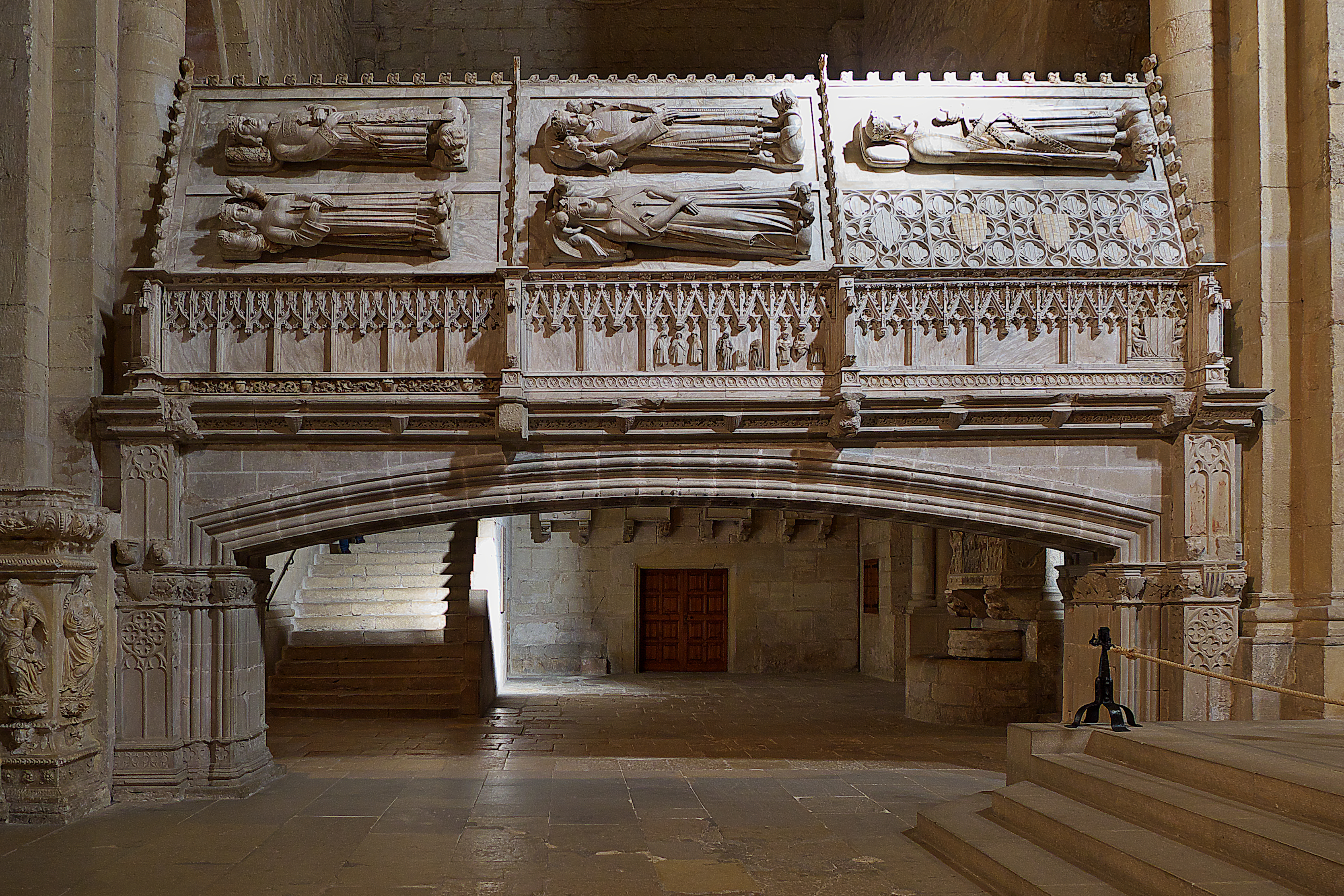
Monasterio de Poblet. Sepulcros de la Casa de Aragón

A mediados de 1415 comenzaron los síntomas de la grave enfermedad que le llevaría a la muerte y que fue diagnosticada como arenes de ronyons. Así a principios de 1416, preocupado por sus posesiones en Castilla —cuya regencia aún ostentaba y que ejercía a través de cuatro delegados: los obispos de Sigüenza y Cartagena, el conde de Montealegre y el adelantado de Andalucía—, comunicó a su segundo hijo Juan, que se encontraba en Sicilia como lugarteniente suyo, que en cuanto tuviera noticia de su muerte se dirigiera inmediatamente a Sevilla para tomar «a su mano, la parte de govierno que pudiese en aquella provincia por la menor edad del rey».
El 14 de marzo de 1416 su enfermedad se agravó en Igualada, donde fallecería el 2 de abril del mismo año.
En su testamento legó la mayor parte de sus posesiones y títulos de Castilla a su segundo hijo Juan, además del ducado de Montblanch, mientras que su otro hijo Enrique recibía el condado de Alburquerque y el condado de Ledesma. Por su parte su hijo Pedro recibía las ciudades y villas catalanas de Tarrasa, Vilagrasa y Tárrega y las valencianas de Elche y Crevillente.

## Descendencia
De su matrimonio con Leonor de Alburquerque tuvo siete hijos, los llamados Infantes de Aragón:
- Alfonso el Magnánimo (Medina del Campo, 1394-1458), rey de Aragón, con el nombre de Alfonso V, y de Nápoles y Sicilia, con el nombre de Alfonso I.
- Juan el Grande (Medina del Campo, 1398-1479), rey de Aragón y rey consorte de Navarra.
- Enrique (1400-Calatayud, de heridas de batalla, 1445), II duque de Villena, III conde de Alburquerque, conde de Ampurias, Gran Maestre de la Orden de Santiago.
- Leonor (1402-1445), que casó con Eduardo I de Portugal. Una de sus hijas, Leonor, fue esposa del emperador Federico III de Habsburgo.
- María de Aragón (Medina del Campo, 1403-1445), primera esposa de Juan II de Castilla.
- Pedro (1406-1438, Italia, en batalla), IV conde de Alburquerque, Duque de Noto.
- Sancho (c.1400-1416).

## Ancestros
| \| \| \| \| \| \| \| \| \| \| \| \| \| \| \| \| \| \| \| \| 16. Fernando IV de Castilla \| \| \| \| \| \| \| \| \| \| \| \| \| \| \| \| \| \| \| \| \| \| \| \| \| \| \| \| \| \| \| \| \| \| \| \| \| \| \| \| \| \| \| \| \| \| \| \| \| \| \| \| \| \| 8. Alfonso XI de Castilla \| \| \| \| \| \| \| \| \| \| \| \| \| \| \| \| \| \| \| \| \| \| \| \| \| \| \| \| \| \| \| \| \| \| \| \| \| \| \| \| \| \| \| \| \| \| \| \| \| \| \| \| \| \| 17. Constanza de Portugal \| \| \| \| \| \| \| \| \| \| \| \| \| \| \| \| \| \| \| \| \| \| \| \| \| \| \| \| \| \| \| \| \| \| \| \| \| \| \| \| \| \| \| \| \| \| \| \| \| \| \| \| \| \| 4. Enrique II de Castilla \| \| \| \| \| \| \| \| \| \| \| \| \| \| \| \| \| \| \| \| \| \| \| \| \| \| \| \| \| \| \| \| \| \| \| \| \| \| \| \| \| \| \| \| \| \| \| \| \| \| \| \| \| \| 18. Pedro Núñez de Guzmán y González \| \| \| \| \| \| \| \| \| \| \| \| \| \| \| \| \| \| \| \| \| \| \| \| \| \| \| \| \| \| \| \| \| \| \| \| \| \| \| \| \| \| \| \| \| \| \| \| \| \| \| \| \| \| 9. Leonor de Guzmán \| \| \| \| \| \| \| \| \| \| \| \| \| \| \| \| \| \| \| \| \| \| \| \| \| \| \| \| \| \| \| \| \| \| \| \| \| \| \| \| \| \| \| \| \| \| \| \| \| \| \| \| \| \| 19. Juana Ponce de León \| \| \| \| \| \| \| \| \| \| \| \| \| \| \| \| \| \| \| \| \| \| \| \| \| \| \| \| \| \| \| \| \| \| \| \| \| \| \| \| \| \| \| \| \| \| \| \| \| \| \| \| \| \| 2. Juan I de Castilla \| \| \| \| \| \| \| \| \| \| \| \| \| \| \| \| \| \| \| \| \| \| \| \| \| \| \| \| \| \| \| \| \| \| \| \| \| \| \| \| \| \| \| \| \| \| \| \| \| \| \| \| \| \| 20. Manuel de Castilla \| \| \| \| \| \| \| \| \| \| \| \| \| \| \| \| \| \| \| \| \| \| \| \| \| \| \| \| \| \| \| \| \| \| \| \| \| \| \| \| \| \| \| \| \| \| \| \| \| \| \| \| \| \| 10. Don Juan Manuel \| \| \| \| \| \| \| \| \| \| \| \| \| \| \| \| \| \| \| \| \| \| \| \| \| \| \| \| \| \| \| \| \| \| \| \| \| \| \| \| \| \| \| \| \| \| \| \| \| \| \| \| \| \| 21. Beatriz de Saboya \| \| \| \| \| \| \| \| \| \| \| \| \| \| \| \| \| \| \| \| \| \| \| \| \| \| \| \| \| \| \| \| \| \| \| \| \| \| \| \| \| \| \| \| \| \| \| \| \| \| \| \| \| \| 5. Juana Manuel de Villena \| \| \| \| \| \| \| \| \| \| \| \| \| \| \| \| \| \| \| \| \| \| \| \| \| \| \| \| \| \| \| \| \| \| \| \| \| \| \| \| \| \| \| \| \| \| \| \| \| \| \| \| \| \| 22. Fernando de la Cerda \| \| \| \| \| \| \| \| \| \| \| \| \| \| \| \| \| \| \| \| \| \| \| \| \| \| \| \| \| \| \| \| \| \| \| \| \| \| \| \| \| \| \| \| \| \| \| \| \| \| \| \| \| \| 11. Blanca Núñez de Lara \| \| \| \| \| \| \| \| \| \| \| \| \| \| \| \| \| \| \| \| \| \| \| \| \| \| \| \| \| \| \| \| \| \| \| \| \| \| \| \| \| \| \| \| \| \| \| \| \| \| \| \| \| \| 23. Juana Núñez de Lara \| \| \| \| \| \| \| \| \| \| \| \| \| \| \| \| \| \| \| \| \| \| \| \| \| \| \| \| \| \| \| \| \| \| \| \| \| \| \| \| \| \| \| \| \| \| \| \| \| \| \| \| \| \| 1. Fernando I de Aragón \| \| \| \| \| \| \| \| \| \| \| \| \| \| \| \| \| \| \| \| \| \| \| \| \| \| \| \| \| \| \| \| \| \| \| \| \| \| \| \| \| \| \| \| \| \| \| \| \| \| \| \| \| \| 24. Jaime II de Aragón \| \| \| \| \| \| \| \| \| \| \| \| \| \| \| \| \| \| \| \| \| \| \| \| \| \| \| \| \| \| \| \| \| \| \| \| \| \| \| \| \| \| \| \| \| \| \| \| \| \| \| \| \| \| 12. Alfonso IV de Aragón \| \| \| \| \| \| \| \| \| \| \| \| \| \| \| \| \| \| \| \| \| \| \| \| \| \| \| \| \| \| \| \| \| \| \| \| \| \| \| \| \| \| \| \| \| \| \| \| \| \| \| \| \| \| 25. Blanca de Nápoles \| \| \| \| \| \| \| \| \| \| \| \| \| \| \| \| \| \| \| \| \| \| \| \| \| \| \| \| \| \| \| \| \| \| \| \| \| \| \| \| \| \| \| \| \| \| \| \| \| \| \| \| \| \| 6. Pedro IV de Aragón \| \| \| \| \| \| \| \| \| \| \| \| \| \| \| \| \| \| \| \| \| \| \| \| \| \| \| \| \| \| \| \| \| \| \| \| \| \| \| \| \| \| \| \| \| \| \| \| \| \| \| \| \| \| 26. Gombal de Entenza \| \| \| \| \| \| \| \| \| \| \| \| \| \| \| \| \| \| \| \| \| \| \| \| \| \| \| \| \| \| \| \| \| \| \| \| \| \| \| \| \| \| \| \| \| \| \| \| \| \| \| \| \| \| 13. Teresa de Entenza \| \| \| \| \| \| \| \| \| \| \| \| \| \| \| \| \| \| \| \| \| \| \| \| \| \| \| \| \| \| \| \| \| \| \| \| \| \| \| \| \| \| \| \| \| \| \| \| \| \| \| \| \| \| 27. Constanza de Antillón y Cabrera \| \| \| \| \| \| \| \| \| \| \| \| \| \| \| \| \| \| \| \| \| \| \| \| \| \| \| \| \| \| \| \| \| \| \| \| \| \| \| \| \| \| \| \| \| \| \| \| \| \| \| \| \| \| 3. Leonor de Aragón \| \| \| \| \| \| \| \| \| \| \| \| \| \| \| \| \| \| \| \| \| \| \| \| \| \| \| \| \| \| \| \| \| \| \| \| \| \| \| \| \| \| \| \| \| \| \| \| \| \| \| \| \| \| 28. Federico II de Sicilia \| \| \| \| \| \| \| \| \| \| \| \| \| \| \| \| \| \| \| \| \| \| \| \| \| \| \| \| \| \| \| \| \| \| \| \| \| \| \| \| \| \| \| \| \| \| \| \| \| \| \| \| \| \| 14. Pedro II de Sicilia \| \| \| \| \| \| \| \| \| \| \| \| \| \| \| \| \| \| \| \| \| \| \| \| \| \| \| \| \| \| \| \| \| \| \| \| \| \| \| \| \| \| \| \| \| \| \| \| \| \| \| \| \| \| 29. Leonor de Anjou \| \| \| \| \| \| \| \| \| \| \| \| \| \| \| \| \| \| \| \| \| \| \| \| \| \| \| \| \| \| \| \| \| \| \| \| \| \| \| \| \| \| \| \| \| \| \| \| \| \| \| \| \| \| 7. Leonor de Sicilia \| \| \| \| \| \| \| \| \| \| \| \| \| \| \| \| \| \| \| \| \| \| \| \| \| \| \| \| \| \| \| \| \| \| \| \| \| \| \| \| \| \| \| \| \| \| \| \| \| \| \| \| \| \| 30. Otón III de Carintia \| \| \| \| \| \| \| \| \| \| \| \| \| \| \| \| \| \| \| \| \| \| \| \| \| \| \| \| \| \| \| \| \| \| \| \| \| \| \| \| \| \| \| \| \| \| \| \| \| \| \| \| \| \| 15. Isabel de Carintia \| \| \| \| \| \| \| \| \| \| \| \| \| \| \| \| \| \| \| \| \| \| \| \| \| \| \| \| \| \| \| \| \| \| \| \| \| \| \| \| \| \| \| \| \| \| \| \| \| \| \| \| \| \| 31. Eufemia de Silesia-Legnica \| \| \| \| \| \| \| \| \| \| \| \| \| \| \| \| \| \| \| \| \| \| \| \| \| \| \| \| \| \| \| \| \| \| \| \| \| \| \| \| \| \| \| \| \| \| \| \| \| \| \| \| |                                      |  |  |  |  |  |  |  |  |  |  |  |  |  |  |  |
| |                                      |  |  |  |  |  |  |  |  |  |  |  |  |  |  |  |
| | 16. Fernando IV de Castilla          |  |  |  |  |  |  |  |  |  |  |  |  |  |  |  |
| |                                      |  |  |  |  |  |  |  |  |  |  |  |  |  |  |  |
| |                                      |  |  |  |  |  |  |  |  |  |  |  |  |  |  |  |
| | 8. Alfonso XI de Castilla            |  |  |  |  |  |  |  |  |  |  |  |  |  |  |  |
| |                                      |  |  |  |  |  |  |  |  |  |  |  |  |  |  |  |
| |                                      |  |  |  |  |  |  |  |  |  |  |  |  |  |  |  |
| | 17. Constanza de Portugal            |  |  |  |  |  |  |  |  |  |  |  |  |  |  |  |
| |                                      |  |  |  |  |  |  |  |  |  |  |  |  |  |  |  |
| |                                      |  |  |  |  |  |  |  |  |  |  |  |  |  |  |  |
| | 4. Enrique II de Castilla            |  |  |  |  |  |  |  |  |  |  |  |  |  |  |  |
| |                                      |  |  |  |  |  |  |  |  |  |  |  |  |  |  |  |
| |                                      |  |  |  |  |  |  |  |  |  |  |  |  |  |  |  |
| | 18. Pedro Núñez de Guzmán y González |  |  |  |  |  |  |  |  |  |  |  |  |  |  |  |
| |                                      |  |  |  |  |  |  |  |  |  |  |  |  |  |  |  |
| |                                      |  |  |  |  |  |  |  |  |  |  |  |  |  |  |  |
| | 9. Leonor de Guzmán                  |  |  |  |  |  |  |  |  |  |  |  |  |  |  |  |
| |                                      |  |  |  |  |  |  |  |  |  |  |  |  |  |  |  |
| |                                      |  |  |  |  |  |  |  |  |  |  |  |  |  |  |  |
| | 19. Juana Ponce de León              |  |  |  |  |  |  |  |  |  |  |  |  |  |  |  |
| |                                      |  |  |  |  |  |  |  |  |  |  |  |  |  |  |  |
| |                                      |  |  |  |  |  |  |  |  |  |  |  |  |  |  |  |
| | 2. Juan I de Castilla                |  |  |  |  |  |  |  |  |  |  |  |  |  |  |  |
| |                                      |  |  |  |  |  |  |  |  |  |  |  |  |  |  |  |
| |                                      |  |  |  |  |  |  |  |  |  |  |  |  |  |  |  |
| | 20. Manuel de Castilla               |  |  |  |  |  |  |  |  |  |  |  |  |  |  |  |
| |                                      |  |  |  |  |  |  |  |  |  |  |  |  |  |  |  |
| |                                      |  |  |  |  |  |  |  |  |  |  |  |  |  |  |  |
| | 10. Don Juan Manuel                  |  |  |  |  |  |  |  |  |  |  |  |  |  |  |  |
| |                                      |  |  |  |  |  |  |  |  |  |  |  |  |  |  |  |
| |                                      |  |  |  |  |  |  |  |  |  |  |  |  |  |  |  |
| | 21. Beatriz de Saboya                |  |  |  |  |  |  |  |  |  |  |  |  |  |  |  |
| |                                      |  |  |  |  |  |  |  |  |  |  |  |  |  |  |  |
| |                                      |  |  |  |  |  |  |  |  |  |  |  |  |  |  |  |
| | 5. Juana Manuel de Villena           |  |  |  |  |  |  |  |  |  |  |  |  |  |  |  |
| |                                      |  |  |  |  |  |  |  |  |  |  |  |  |  |  |  |
| |                                      |  |  |  |  |  |  |  |  |  |  |  |  |  |  |  |
| | 22. Fernando de la Cerda             |  |  |  |  |  |  |  |  |  |  |  |  |  |  |  |
| |                                      |  |  |  |  |  |  |  |  |  |  |  |  |  |  |  |
| |                                      |  |  |  |  |  |  |  |  |  |  |  |  |  |  |  |
| | 11. Blanca Núñez de Lara             |  |  |  |  |  |  |  |  |  |  |  |  |  |  |  |
| |                                      |  |  |  |  |  |  |  |  |  |  |  |  |  |  |  |
| |                                      |  |  |  |  |  |  |  |  |  |  |  |  |  |  |  |
| | 23. Juana Núñez de Lara              |  |  |  |  |  |  |  |  |  |  |  |  |  |  |  |
| |                                      |  |  |  |  |  |  |  |  |  |  |  |  |  |  |  |
| |                                      |  |  |  |  |  |  |  |  |  |  |  |  |  |  |  |
| | 1. Fernando I de Aragón              |  |  |  |  |  |  |  |  |  |  |  |  |  |  |  |
| |                                      |  |  |  |  |  |  |  |  |  |  |  |  |  |  |  |
| |                                      |  |  |  |  |  |  |  |  |  |  |  |  |  |  |  |
| | 24. Jaime II de Aragón               |  |  |  |  |  |  |  |  |  |  |  |  |  |  |  |
| |                                      |  |  |  |  |  |  |  |  |  |  |  |  |  |  |  |
| |                                      |  |  |  |  |  |  |  |  |  |  |  |  |  |  |  |
| | 12. Alfonso IV de Aragón             |  |  |  |  |  |  |  |  |  |  |  |  |  |  |  |
| |                                      |  |  |  |  |  |  |  |  |  |  |  |  |  |  |  |
| |                                      |  |  |  |  |  |  |  |  |  |  |  |  |  |  |  |
| | 25. Blanca de Nápoles                |  |  |  |  |  |  |  |  |  |  |  |  |  |  |  |
| |                                      |  |  |  |  |  |  |  |  |  |  |  |  |  |  |  |
| |                                      |  |  |  |  |  |  |  |  |  |  |  |  |  |  |  |
| | 6. Pedro IV de Aragón                |  |  |  |  |  |  |  |  |  |  |  |  |  |  |  |
| |                                      |  |  |  |  |  |  |  |  |  |  |  |  |  |  |  |
| |                                      |  |  |  |  |  |  |  |  |  |  |  |  |  |  |  |
| | 26. Gombal de Entenza                |  |  |  |  |  |  |  |  |  |  |  |  |  |  |  |
| |                                      |  |  |  |  |  |  |  |  |  |  |  |  |  |  |  |
| |                                      |  |  |  |  |  |  |  |  |  |  |  |  |  |  |  |
| | 13. Teresa de Entenza                |  |  |  |  |  |  |  |  |  |  |  |  |  |  |  |
| |                                      |  |  |  |  |  |  |  |  |  |  |  |  |  |  |  |
| |                                      |  |  |  |  |  |  |  |  |  |  |  |  |  |  |  |
| | 27. Constanza de Antillón y Cabrera  |  |  |  |  |  |  |  |  |  |  |  |  |  |  |  |
| |                                      |  |  |  |  |  |  |  |  |  |  |  |  |  |  |  |
| |                                      |  |  |  |  |  |  |  |  |  |  |  |  |  |  |  |
| | 3. Leonor de Aragón                  |  |  |  |  |  |  |  |  |  |  |  |  |  |  |  |
| |                                      |  |  |  |  |  |  |  |  |  |  |  |  |  |  |  |
| |                                      |  |  |  |  |  |  |  |  |  |  |  |  |  |  |  |
| | 28. Federico II de Sicilia           |  |  |  |  |  |  |  |  |  |  |  |  |  |  |  |
| |                                      |  |  |  |  |  |  |  |  |  |  |  |  |  |  |  |
| |                                      |  |  |  |  |  |  |  |  |  |  |  |  |  |  |  |
| | 14. Pedro II de Sicilia              |  |  |  |  |  |  |  |  |  |  |  |  |  |  |  |
| |                                      |  |  |  |  |  |  |  |  |  |  |  |  |  |  |  |
| |                                      |  |  |  |  |  |  |  |  |  |  |  |  |  |  |  |
| | 29. Leonor de Anjou                  |  |  |  |  |  |  |  |  |  |  |  |  |  |  |  |
| |                                      |  |  |  |  |  |  |  |  |  |  |  |  |  |  |  |
| |                                      |  |  |  |  |  |  |  |  |  |  |  |  |  |  |  |
| | 7. Leonor de Sicilia                 |  |  |  |  |  |  |  |  |  |  |  |  |  |  |  |
| |                                      |  |  |  |  |  |  |  |  |  |  |  |  |  |  |  |
| |                                      |  |  |  |  |  |  |  |  |  |  |  |  |  |  |  |
| | 30. Otón III de Carintia             |  |  |  |  |  |  |  |  |  |  |  |  |  |  |  |
| |                                      |  |  |  |  |  |  |  |  |  |  |  |  |  |  |  |
| |                                      |  |  |  |  |  |  |  |  |  |  |  |  |  |  |  |
| | 15. Isabel de Carintia               |  |  |  |  |  |  |  |  |  |  |  |  |  |  |  |
| |                                      |  |  |  |  |  |  |  |  |  |  |  |  |  |  |  |
| |                                      |  |  |  |  |  |  |  |  |  |  |  |  |  |  |  |
| | 31. Eufemia de Silesia-Legnica       |  |  |  |  |  |  |  |  |  |  |  |  |  |  |  |
| |                                      |  |  |  |  |  |  |  |  |  |  |  |  |  |  |  |
| |                                      |  |  |  |  |  |  |  |  |  |  |  |  |  |  |  |

| Predecesor: Reinado de Enrique III | Regente de la Corona de Castilla Minoría de Juan II 1406-1416 Junto a Catalina de Lancaster: 1406-1418 | Sucesor: Catalina de Lancaster                 |
| Predecesor: Martín I               | Rey de Aragón y Valencia Conde de Barcelona 1412-1416                                                  | Sucesor: Alfonso V                             |
| Predecesor: Jaime II               | Conde de Urgel 1413-1416                                                                               | Sucesor: (Incorporación a la Corona de Aragón) |